# Tomasz Jaroński
Tomasz Jaroński (ur. 12 grudnia 1955 w Piotrkowie Trybunalskim) – polski dziennikarz sportowy i komentator telewizyjny.

## Życiorys
Absolwent XXX Liceum Ogólnokształcącego im. Jana Śniadeckiego w Warszawie (1974), Wydziału Turystyki i Rekreacji Akademii Wychowania Fizycznego w Poznaniu (1981) oraz Pomagisterskiego Dziennego Studium Dziennikarstwa Uniwersytetu Warszawskiego (1983). Pracował w „Przeglądzie Sportowym” (1983–2001) jako redaktor depeszowy, sekretarz redakcji i zastępca redaktora naczelnego. Pisał o kolarstwie, jeździectwie, łyżwiarstwie szybkim. Od 1996 komentator polskiej wersji Eurosport. Komentuje kolarstwo i biathlon.
Twórca magazynu kolarskiego nrower w telewizji nSport (2007). Prezes Stowarzyszenia Sympatyków Zawodowych Grup Kolarskich (2008), organizator i pomysłodawca rywalizacji kolarzy w Pro Lidze.

## Wydane książki
- Rach-ciach-ciach, czyli pchamy, pchamy (współautor Krzysztof Wyrzykowski), Burda Książki, 2015